# Paulajåkkå
Paulajåkkå är ett naturreservat i Arvidsjaurs kommun i Norrbottens län.
Området är naturskyddat sedan 2010 och är 10,5 kvadratkilometer stort. Reservatet omfattar urskogsartad tallskog och många små tjärnar runt bäcken med detta namn. 